# Liczba Kolbacha

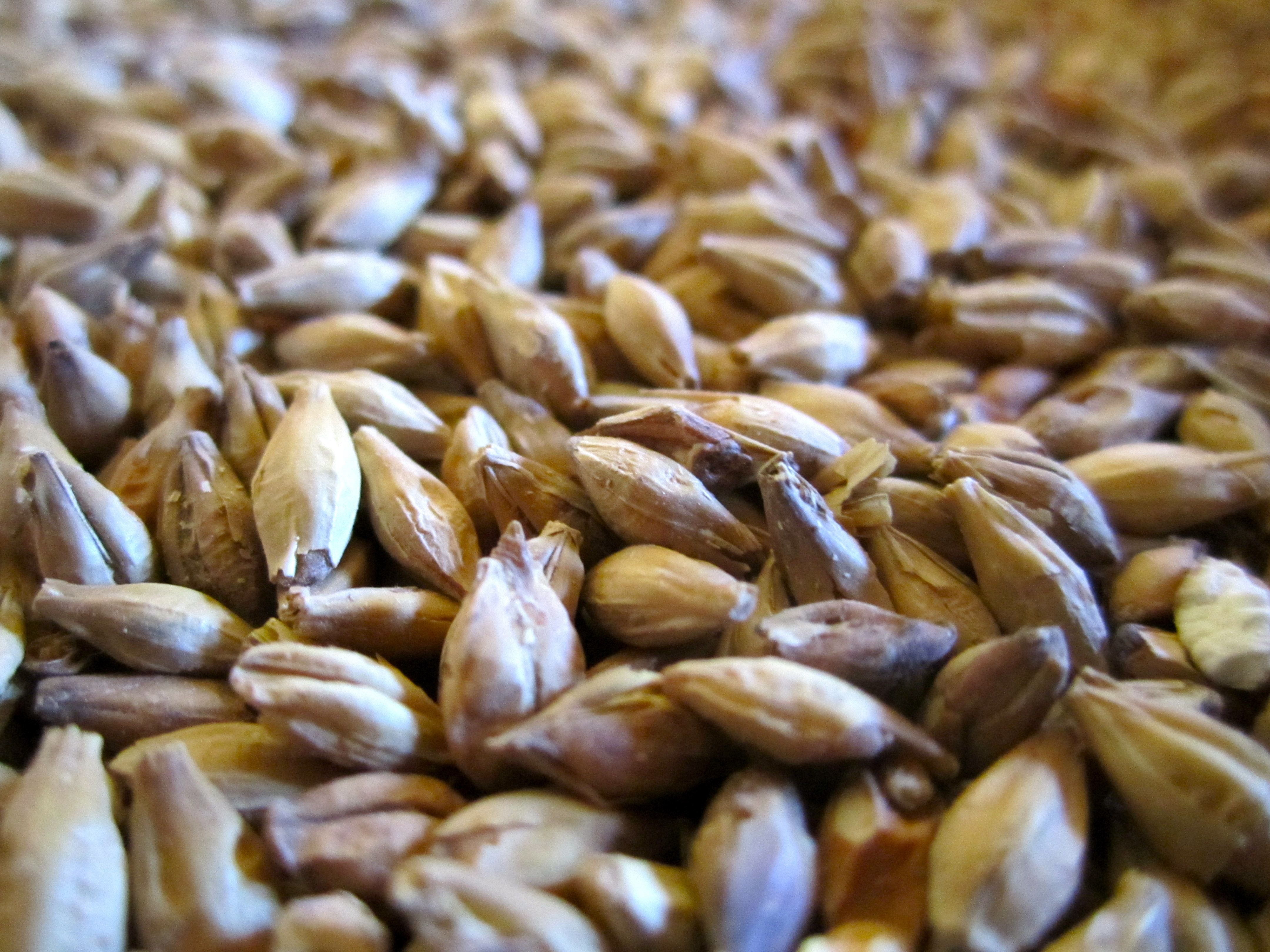
Ziarna poddane słodowaniu, w wyniku którego następuje ich rozluźnienie

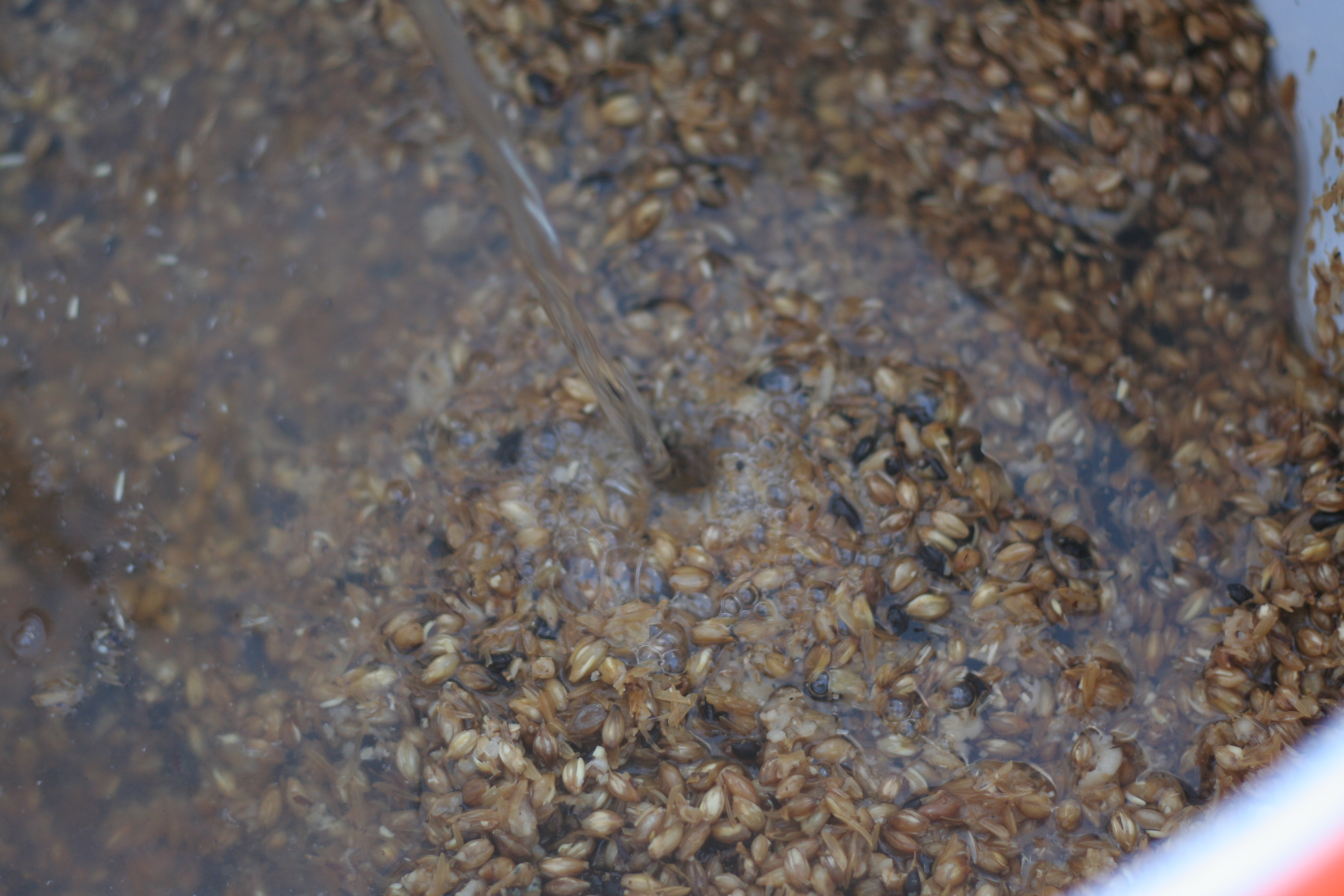
Produkcja brzeczki

Liczba Kolbacha (ang. Kolbach index, Soluble Nitrogen Ratio) – wskaźnik informujący o ilości białka, które uległo ekstrakcji ze słodu w procesie sporządzania brzeczki laboratoryjnej metodą kongresową. Wskazuje, jaka część białka pochodzącego ze słodu znalazła się w brzeczce w wyniku procesu zacierania. Służy jako miara rozluźnienia proteolitycznego, a także wyróżnik dynamiki procesów proteolitycznych w słodzie. Określa, jaki jest procentowy udział w słodzie białek, które zostały poddane hydrolizie podczas słodowania i przygotowywania brzeczki. Nie dostarcza informacji o charakterystyce białek i jakości słodu, lecz wyłącznie o stopniu, w jakim zaszło jego rozluźnienie.

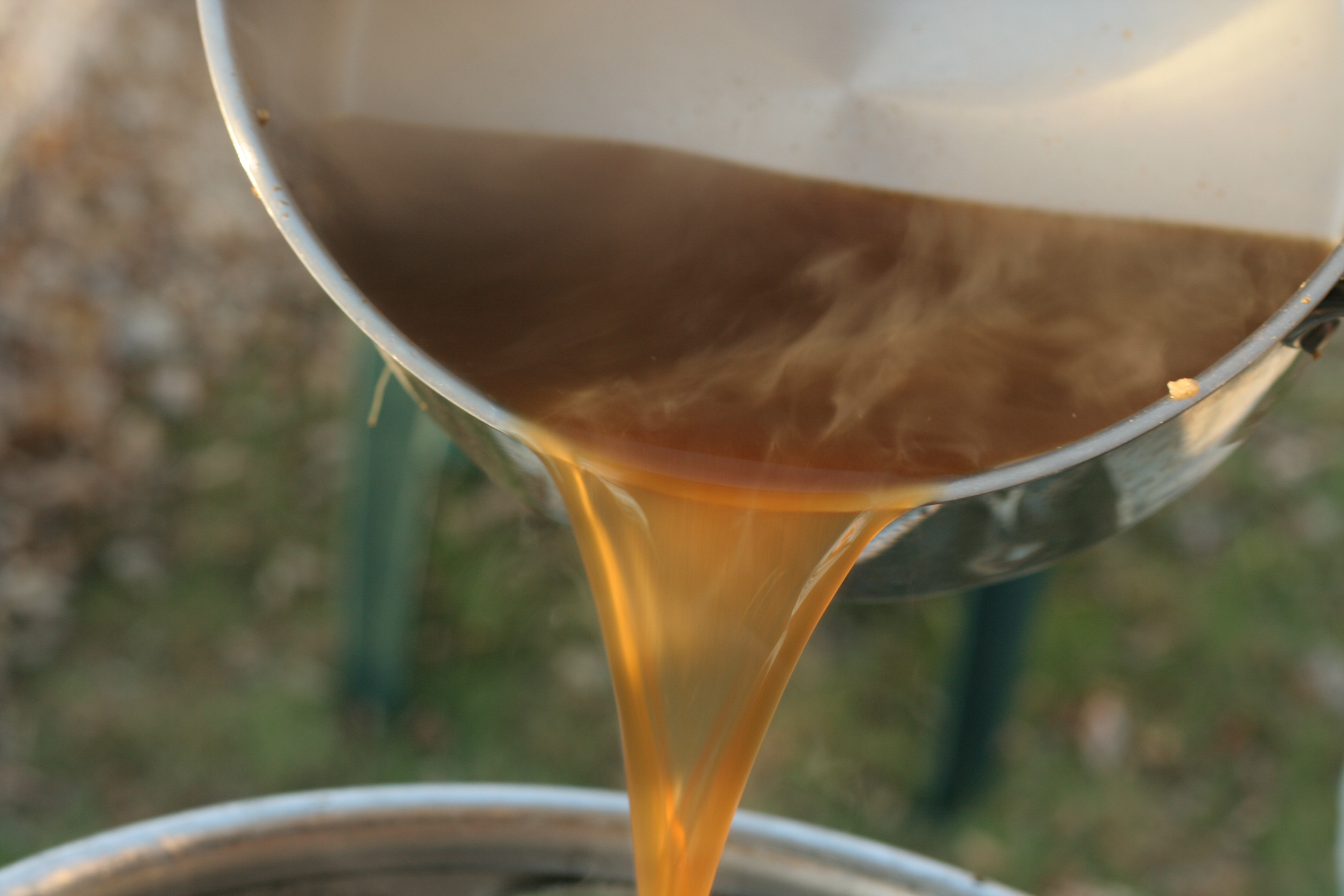
Brzeczka, do której przeszła część białek zawartych w słodzie

Liczba Kolbacha definiowana jest następująco:
{\displaystyle SNR={\frac {S}{T}}\cdot 100\%}
gdzie:
- {\displaystyle S} – białka rozpuszczone w brzeczce,
- {\displaystyle T} – białka ogółem w słodzie[5].

Liczba Kolbacha oznaczana jest zwykle jako S/T.
Obliczanie liczby Kolbacha jest znormalizowane. Według polskiej normy liczba Kolbacha obliczana jest następująco:
{\displaystyle B_{i}=A\cdot K}
{\displaystyle L={\frac {B_{i}}{B}}\cdot 100}
gdzie:
- {\displaystyle A} – zawartość azotu rozpuszczalnego w procentach, oznaczona przy pomocy metody Kjeldahla,
- {\displaystyle K} – współczynnik przeliczeniowy azotu ogólnego na białko ogólne (wynoszący dla słodu 6,25)

- {\displaystyle B_{i}} – zawartość białka rozpuszczalnego w procentach,
- {\displaystyle L} – liczba Kolbacha w procentach[6].

Zawartość białka rozpuszczalnego zwykle wyznaczana jest poprzez wyznaczanie zawartości rozpuszczalnego azotu. Zdarza się, że jako ilość azotu w słodzie przyjmowana jest jego zawartość w niesłodowanym jęczmieniu, ze względu na to, że ilość azotu tracona podczas rozpadu białek jest niewielka (stąd różnica zawartości jest pomijalna).
W trakcie słodowania przemianom, czyli rozluźnieniu, ulega ok. 35–40% białek. Ich obecność w brzeczce jest jednak niższa ze względu na to, że część z nich zużywana jest podczas rozwoju korzenia zarodkowego, a ponadto nie wszystkie białka są rozpuszczalne w wodzie. Liczba Kolbacha zależy m.in. od odmiany zastosowanego jęczmienia (lub innego surowca słodowego), sposobu wcześniejszego nawożenia i czasu kiełkowania. Istnieją również związki pomiędzy liczbą Kolbacha a innymi parametrami słodu, m.in. lepkością, kwasowością i ekstraktywnością.
Przyjmuje się następującą ocenę rozluźnienia słodu na podstawie liczby Kolbacha:
- {\displaystyle <35\%} – rozluźnienie niedostateczne,
- {\displaystyle 35-41\%} – rozluźnienie dobre,
- {\displaystyle >41\%} – rozluźnienie bardzo dobre[8].

Niska liczba Kolbacha może świadczyć o niedostatecznej aktywności enzymów odpowiedzialnych za rozkład wiązań peptydowych, jak również o niewielkim udziale w brzeczce produktów hydrolizy białek. Przy wyrobie brzeczki korzysta się zwykle ze słodu charakteryzującego się liczbą Kolbacha w zakresie 36–45%. Słody, dla których liczba Kolbacha przekracza tę wartość, dają piwo mało pieniste i o słabej goryczce. Z kolei słody o niskiej liczbie Kolbacha wykorzystywane są przy warzeniu piw typu lager (dla słodów przeznaczonych do warzenia lagerów liczba Kolbacha w zakresie 30–33% oznacza rozluźnienie niedostateczne, zaś 37–40% rozluźnienie zbyt duże).
Jeżeli liczba Kolbacha przekracza pożądane wartości, wówczas zwiększa się temperaturę, w jakiej ziarno jest słodowane lub skraca się czas słodowania. Jeśli liczba Kolbacha jest zbyt niska, temperatura jest zmniejszana, a czas słodowania wydłużany. Istnieją też badania wskazujące, że wpływ temperatury na liczbę Kolbacha jest ograniczony, zaś jej wartość jest najwyższa, gdy słodowanie prowadzone jest w temperaturze 16 stopni Celsjusza.